# Rarangi
Rarangi – miasto w Nowej Zelandii, na Wyspie Południowej, w regionie Marlborough.